# Michael Killanin
Michael Morris, 3. barun Killanin, (London, 30. srpnja 1914. – Dublin, 25. travnja 1999.), bio je britansko-irski novinar i sportski djelatnik.
Kada je ujak Michaela Morrisa umro 1927., ostavio mu je u naslijeđe zvanje baruna tako da je mogao biti član Doma lordova s napunjenu 21 godinu. Službovao je kao časnik u Britanskoj vojsci tijekom Drugog svjetskog rata, gdje je između ostalog sudjelovau u planiranju D-dana i invazije Normandije. Za svoje zasluge postaje članom Reda britanskog imperija.
Poslije rata nastanio se u Irskoj i 1950. postaje predsjednik Irskog olimpijskog odbora. Bio je član Međunarodnog olimpijskog odbora (MOO) od 1952. i predsjednik MOO u periodu 1972. – 1980.

## Vanjske poveznice
- MOO o Lordu Killaninu
- ”The Organisation: Presidents” www.olympic.org Međunarodni olimpijski odbor